# Рейнертсен, Стейн
Стейн Рейнертсен (норв. Stein Reinertsen; род. 21 января 1960, Осло, Норвегия) — епископ лютеранской церкви Норвегии, епископ Агдера и Телемарка (с 2013).

## Биография
Родился 21 января 1960 года в Осло (родители — выходцы из Листа, Вест-Агдер). Отец умер, когда мальчику было 14 лет.
В 1986 году получил степень кандидата богословия, окончив Норвежскую теологическую школу. В 1987 году в кафедральном соборе Осло состоялась его пастырская ординация.
В 1988 году служил в качестве капелана в Королевской гвардии Норвегии, а с 1989 по 1992 год в NKSS.
С 1996 по 2012 год служил в качестве приходского пастора в Фарсунне, а в промежутке 2010—2012 годы работал также в качестве гоститального пастора в Сёрланнской больнице в Флеккефьорде.
В марте 2012 года стал благочинным Мандальского церковного благочиния, осуществляя своё служение в соборе Мандала.
В 2012 году, после объявления об уходе на покой епископа Олава Скьевесланна, был выдвинут в качестве одного из пяти кандидатов на должность епископа Агдера и Телемарка. Окончательно о его назначении было объявлено в декабре 2012 года. Он стал первым после Реформации епископом, назначенным не правительством, а церковным начальством, что стало возможным после изменения конституции Норвегии в 2012 году.
27 января 2013 года в кафедральном соборе Кристиансанна прошла его ординация в епископа. На церемонии присутствовал король Харальд V (впервые не в качестве главы церкви Норвегии), а также министр по церковным делам.
Женат. Имеет троих детей. Проживает в центре Кристиансанна в квартире, являющейся собственностью церкви Норвегии.